# Jaroslav Celba
Jaroslav Celba (ur. 26 grudnia 1924 w Kramolna, zm. 27 lutego 2013) – czeski gitarzysta jazzowy i kompozytor, autor muzyki do filmów animowanych i seriali. Skomponował muzykę do filmów animowanych m.in. Makowa panienka (O makové panence), Chłopiec z plakatu (O klukovi z plakátu), Bajki z mchu i paproci (Pohádky z mechu a kapradí), Psi żywot (Štaflík a Špagetka) i wielu innych. 

## Wybrana muzyka filmowa
- 1970: Chłopiec z plakatu
- 1972-1973: Makowa panienka
- 1976-1987: Ślimak Maciuś i krasnoludek Goździk
- 1978: O gajowym Robatku i jeleniu Wietrzynku
- 1979: Kizia i Mizia
- 1987: Królowa Śniegu